# Belagerung von La Rochelle (1573)
Montauban  – Montpellier – La Rochelle (1573) – Blockade von La Rochelle – La Rochelle (1627–1628)  – Royan – Saint-Antonin – Saint-Jean-d'Angély

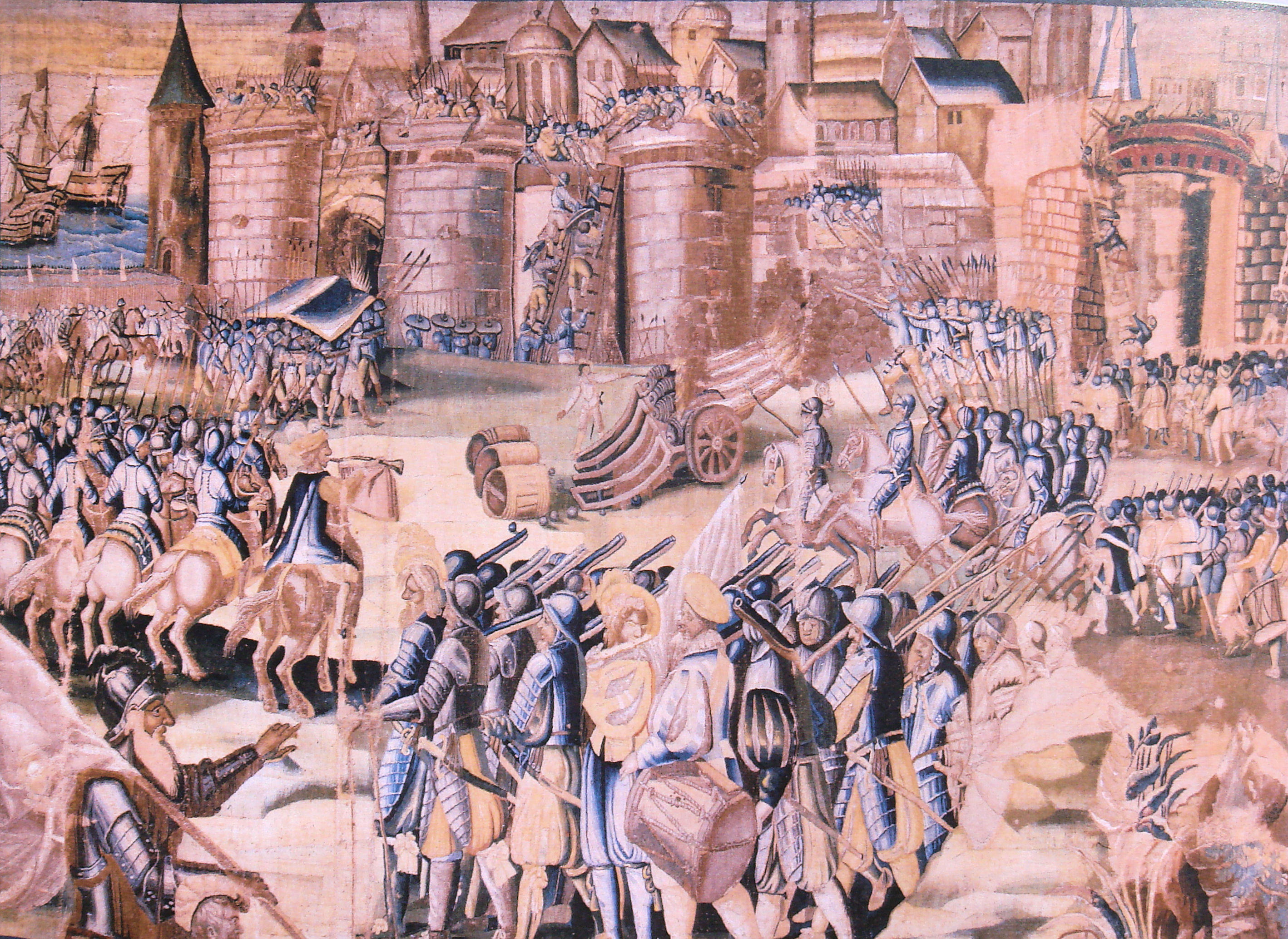
Die Belagerung von La Rochelle 1573

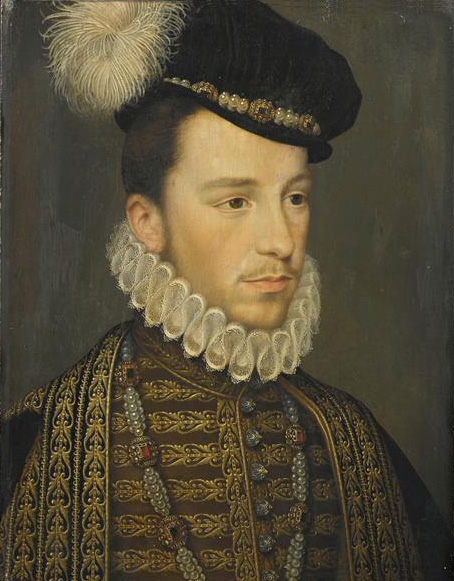
Der Herzog von Anjou und später König Heinrich III.

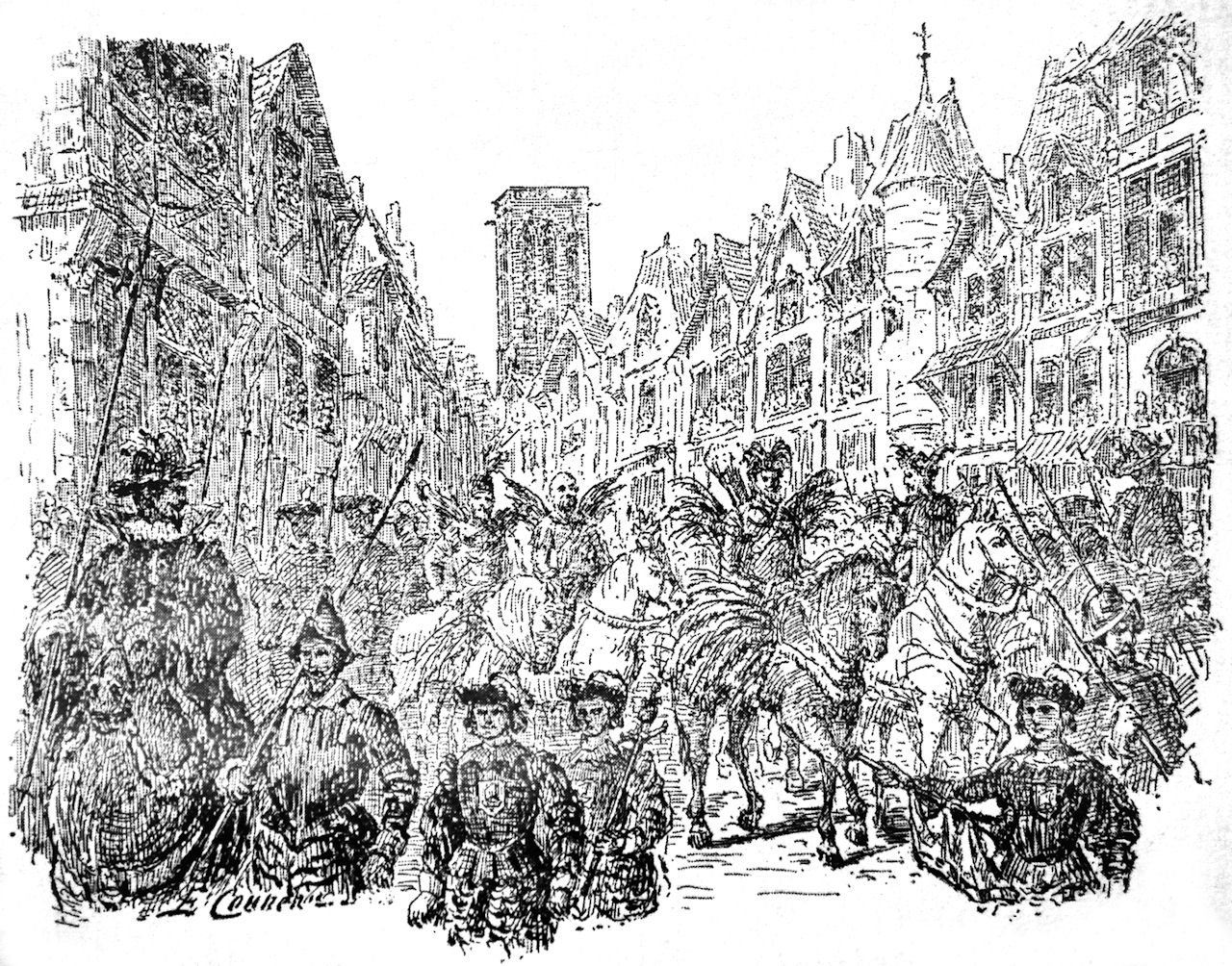
Eintritt der polnischen Delegation in Begleitung polnischer Husaren in La Rochelle nach Aufhebung der Belagerung

Die Belagerung von La Rochelle, angeordnet von König Karl IX. und befehligt vom Herzog von Anjou, dem späteren König Heinrich III., begann am 11. Februar 1573 und endete am 26. Juni des gleichen Jahres.
Die Bartholomäusnacht hatte den Protestanten einen schweren Schlag versetzt. Der König und seine Mutter Katharina von Medici wollten das auf der Gegenseite nun herrschende Chaos nutzen, um sie endgültig unter ihre Autorität zu zwingen. Ihr Ziel war La Rochelle, die Stadt an der Spitze des französischen Protestantismus, deren Fall einen Dominoeffekt bei den anderen protestantischen Städten erzeugen würde. Der König hoffte, durch Verhandlungen zum Ergebnis zu kommen, doch die Protestanten verweigerten die Unterwerfung, so dass die Belagerung beschlossen wurde.
Der Herzog von Anjou wurde außer von seinem Bruder François-Hercule noch von Heinrich von Navarra, dem späteren König Heinrich IV., und Henri I. de Bourbon, prince de Condé begleitet, die beide gerade erst zum Katholizismus konvertiert waren. Anjou kommandierte eine Armee von 5000 Infanteristen und 1000 Kavalleristen, darunter der gesamte katholische Adel des Landes: der Großmeister der Artillerie Armand de Gontaut-Biron, die Oberhäupter der katholischen Partei, Luigi Gonzaga, Henri I. de Lorraine, duc de Guise, Charles II. de Lorraine, duc de Mayenne, Claude de Lorraine, duc d’Aumale, Blaise de Monluc, aber auch Artus de Cossé-Brissac, Marschall von Frankreich, Henri de la Tour d’Auvergne, Villequier, Pierre de Bourdeille, seigneur de Brantôme, Albert de Gondi, duc de Retz Filippo Strozzi und obwohl selbst Protestant Henri-Robert de La Marck.
La Rochelle hingegen war ohne tatsächlichen Militärbefehlshaber. François de La Noue arbeitete sowohl auf Rechnung der Protestanten als auch des Königs. Die Stadt war in den Händen der Bürger, die etwa 1300 Soldaten unter Waffen hatten. Englische Schiffe versorgten sie mit Nachschub, während Königin Elisabeth I. mit Frankreich verbündet war und offiziell die englischen Hilfslieferungen für La Rochelle verurteilte, sie aber tatsächlich unterstützte. Die Engländer konnten ungehindert die Reede anlaufen, entladen und wieder wegsegeln. Die Versuche, die Lücke zuzuschütten, scheiterten. Am 19. April gelang es jedoch, eine englische Flotte unter dem Kommando von Montgomery durch einen Kanonenhagel zur Umkehr zu zwingen.
An Land wurden von Februar bis Juni acht große Sturmangriffe auf die Mauern gestartet, Himmelfahrtskommandos, da kaum einer unverletzt von diesen Attacken zurückkehrte. Der Herzog von Anjou war mehrmals unter den Verletzten, Claude de Lorraine fiel am 3. März. Am 26. März starben 150 Belagerer bei einer vorzeitigen Explosion eines Geschosses, das über die Mauern geworfen werden sollte. Der Widerstand der Protestanten, das Scheitern der Sturmangriffe und Schwierigkeiten mit dem Proviant brachten die Belagerer zur Verzweiflung. Intrigen kamen im königlichen Lager auf, mit François-Hercule an der Spitze. Am 23. Mai kamen 6000 Truppen Schweizer Verstärkung an, aber der Generalangriff drei Tage später scheiterte ebenfalls. Am 28. Mai erfuhr Heinrich III. von seiner Wahl zum König von Polen, einem Land, in dem Gewissens- und Religionsfreiheit herrschte (vgl. Konföderation von Warschau).
Die Belagerung wurde am 26. Juni aufgegeben, ein Friedensvertrag am 6. Juli unterzeichnet.